# 편보승

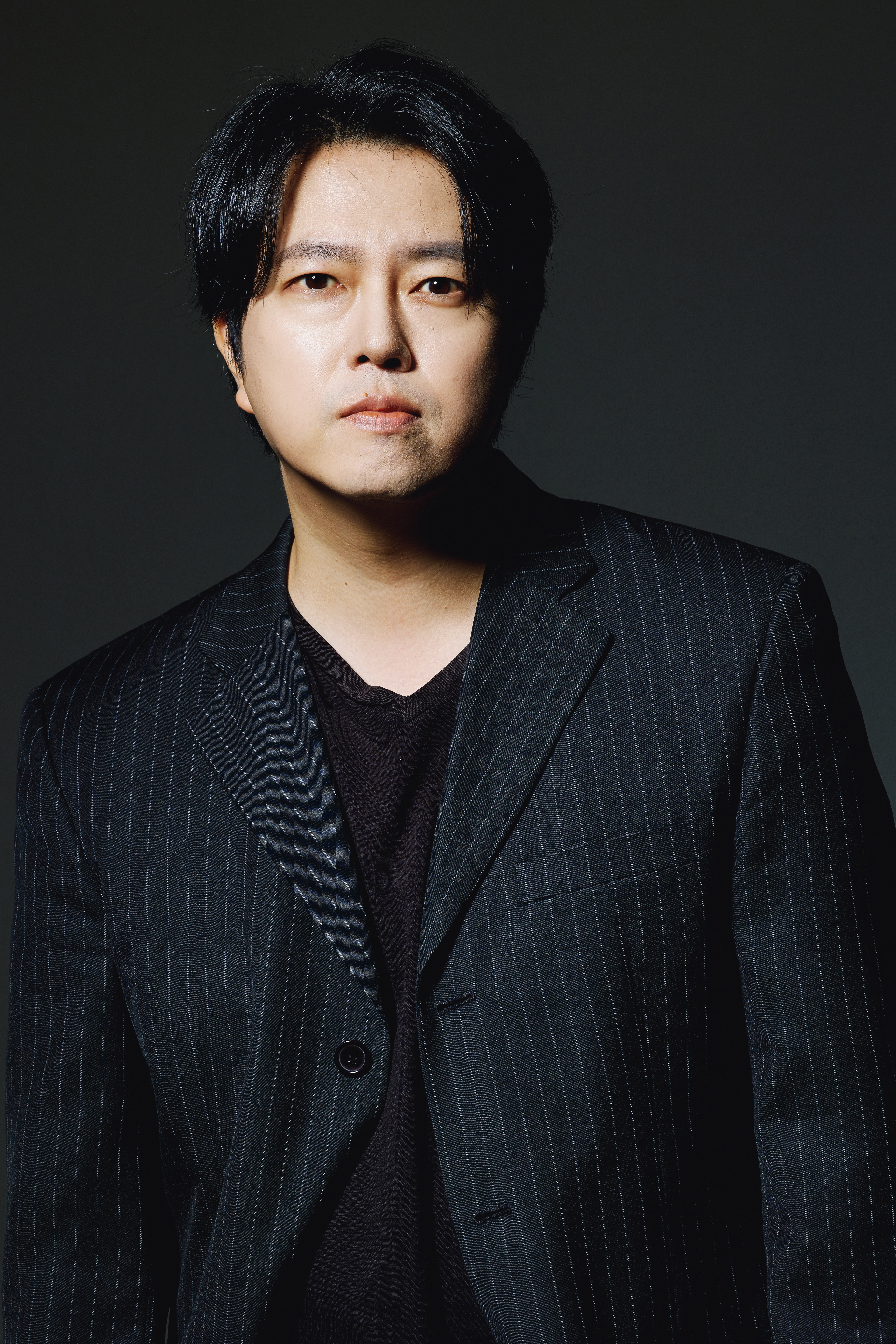

편보승은 대한민국의 배우이다. 2007년 드라마 태왕사신기로 데뷔했다. 
이후 뮤지컬,연극 분야에서 활동하다가 단편,독립영화 연기에 집중했으며 그후 수많은 독립영화에 주,조연으로 출연하였다.
2015년 활동 당시에는 독립영화계의 박해일이라고 불리었었고 이후 상업영화에서 조연, 드라마에서 조단역으로 간간히 출연하였지만 어떤 이유에서 인지 연기활동을 줄이고 2021~2022년 기준, 교수(대덕대학교 연극영상과),연기트레이너,보컬트레이너, 연기아카데미 원장(전 팔콘enm, 현 에이트콘enm) 등의 일을하며 제자육성에만 힘을써왔다. 그러나 2023년 딜리버리맨,2024년 가석방심사관이한신(형사역)등으로 제자육성뿐 아니라 현재는 연기활동도 다시 조금씩 시작하는 모양세이다.(스타티드엔터테인먼트)
추가적으로 연기활동외에 노래,랩 실력과 MC실력(전문가적)이 뛰어난것으로도 알려져 있다.(구글,네이버 뉴스검색)

## 학력
- 수원대학교 연극영화학 학사

수원대학교   연극영화학 석사과정

## 출연작

### 드라마
- 2007년 MBC 수목드라마 《태왕사신기》 .... 거물촌 제자 역 데뷔.
- 2010년 SBS 웃어요엄마 ㅡ조단역 방송국FD역
- 2010년 SBS 괜찮아아빠딸 ㅡ세차장직원역
- 2010년 KBS 가시나무새ㅡ조연 오버오디션남역
- 2010년 sbs 싸인ㅡ 단역 PC방알바역
- 2013년 TVn 울지 않는새 ㅡ조단역 최의사역
- 2018년 옥수수tv 너미워줄리엣

```
 ㅡ 조연 파파라치기자역
```

- 2020년 채널A 거짓말의거짓말
- 2021년 씨즐 크라임퍼즐
- 2023년 《딜리버리 맨!》

```
 ㅡ 에피소드조연 진상남역
```

- 2024년 《초고속 결혼 후 열애중》

```
 ㅡ 조연 최이사역
```

- 2024년 《가석방심사관 이한신》

```
 ㅡ 편형사역
```

### 영화
- 2009년 《가을이야기》(단편) ㅡ주연
- 2012년 《청포도 사탕: 17년 전의 약속》 ... 이비인후과 의사 역 ㅡ조연
- 2013년 《노리개》ㅡ단역
- 2014년 《타인의 멜로디... 광수 역ㅡ주연
- 2015년 《설해》... 우호 역ㅡ조연
- 2015년 《코인라커》 ... 성인건호 (곰인형) 역 ㅡ조연
- 2016년 《커터》 ... 정장남 역 ㅡ단역
- 2020년 《사랑하고 있습니까?》 ... 옆집 남자 역  ㅡ조연
- 상업작품 외에 단편영화, 독립영화 20~30여편 출연.

### 연극
- 2012년 사랑했던 놈 사랑하는 놈 상관없는 놈 ... 김병호 역 ㅡ주연

- 2009년 뮤지컬 사운드오브뮤직

...본트랩대령역 ㅡ주연
- 2008년 세자매

...뚜젠바흐역 ㅡ주연
- 2004년 네가 참으로 우리의 왕이 되겠느냐

...파라오왕역 ㅡ주연
- 2004년 스카펭의간계

...레앙드르역  ㅡ주연
- 2003년 도덕적도둑

...도둑역   ㅡ주연